# Église Saint-Leu d'Étrépilly
L'église Saint-Leu d'Étrépilly est une église située à Étrépilly, en France.

## Localisation
L'église est située sur la commune de Étrépilly, dans le département de l'Aisne.